# Ceretic di Alt Clut
Ceretic Guletic (fl. V secolo) fu re di Alt Clut (odierna Dumbarton Rock) attorno alla metà del V secolo.
Appare in una lettera di san Patrizio col nome di Coroctico. La sua presenza in una fonte contemporanea come questa supporta l'ipotesi che sia un sovrano storicamente esistito. In questa lettera il santo lancia anatemi contro i soldati di Coroctico per i loro rapporti con i pitti e gli scoti e per aver venduto dei gaelici neo-convertiti al Cristianesimo ai pitti non cristiani e annuncia la scomunica per Coroctico. Ceretic compare anche nelle Harleian genealogies dei monarchi di Alt Clut, nelle quali si dice che suo padre era Cynloyp, suo nonno era Cinhil e il suo bisnonno era Cluim. Viene menzionato anche in altre fonti tarde, come il Libro di Armagh 